# Шаевич, Михаил Абрамович
Михаил Абрамович Шаевич (укр. Михайло Абрамович Шаєвич) — советский и украинский кинорежиссёр, сценарист. Член Национального союза кинематографистов Украины.

## Биография
Родился 18 сентября 1941 года в Свердловске. Окончил Всесоюзный государственный институт кинематографии (1972). Работает на Киевской киностудии им. А. П. Довженко.

## Фильмография

### Режиссёр
- В бой идут одни «старики» (1973)
- Бирюк (1977)
- Рождённая революцией (1974—1977, т / ф, 10 с)
- Чёрная курица, или Подземные жители (1980)
- Полёты во сне и наяву (1982)[1][2]
- Новые приключения янки при дворе короля Артура (1988)
- Записки курносого Мефистофеля (1994)
- Деревенский романс (2009)

### Сценарист
- Владыка Андрей (2007)

## Награды
- Орден «За заслуги» ІІІ степени (2016)[3]